# Carmignano
Carmignano település Olaszországban, Toszkána régióban, Prato megyében. Lakosainak száma 14 605 fő (2023. január 1.). Carmignano Capraia e Limite, Lastra a Signa, Montelupo Fiorentino, Poggio a Caiano, Prato, Quarrata, Signa és Vinci községekkel határos.

## Népesség
A település népességének változása:
| Lakosok száma | 14 458 | 14 663 | 14 605 |
|               | 2017   | 2018   | 2023   |